# Julia Rhomberg
Julia Rhomberg (* 1968 in Mannheim, Baden-Württemberg) ist eine österreichische Schriftstellerin.

## Leben
Julia Rhomberg studierte Geschichte, Kunstgeschichte und Romanistik in Heidelberg, Bologna und Wien. Sie ist Mitglied der Grazer Autorinnen Autorenversammlung.
Julia Rhomberg lebt und arbeitet in Innsbruck.

## Auszeichnungen
- 2005 Feldkircher Lyrikpreis 2. Preis
- 2008 Kunstpreis der Stadt Innsbruck 3. Preis für Lyrik

## Werke
- Zuletzt Seife und. Edition Das Fröhliche Wohnzimmer, Wien 2000, ISBN 3-900956-51-0.
- Grashalme Statisten. Gedichte, Haymon Verlag, Innsbruck 2006, ISBN 978-3-85218-515-6.
- (Hrsg.): Die Dehnung des Augenblicks ... Elde Steeg in Innsbruck 1974 bis 1988. Tiroler Landesmuseum Ferdinandeum, Skarabäus Verlag, Innsbruck 2008, ISBN 978-3-7082-3253-9.